# 鳥取市立米里小学校
鳥取市立米里小学校（とっとりしりつ よねさとしょうがっこう）は、鳥取県鳥取市古郡家にある公立小学校。

## 沿革
- 1873年（明治6年）8月21日 - 鳥取県邑美郡三戸古公立第四大学区第十八番中学区第一大区小九区第四十四番 古郡家小学校を古郡家村に創立。
- 1873年（明治6年）12月27日 - 鳥取県邑美郡大路公立第四大学区第十八番中学区第一大区小九区第四十五番 大路小学校を東大路村に創立。
- 1886年（明治19年） - 小学校の学科及びその程度交付。この頃に古郡家小学校を三戸古簡易小学校、大路小学校を大路簡易小学校に改める。
- 1890年（明治23年）3月26日 - 旧大路小学校と三戸古小学校を合併、大路村・三戸古村組合立三徳尋常小学校を三戸古村大字久末（長砂）に創立。
- 1890年（明治23年）8月22日 - 同校開校。
- 1912年（明治45年）3月1日 - 三戸古村大字古郡家（現・校地内）に新校舎竣工し移転。生徒数の増加で教室が狭く学習が困難になったことによる。
- 1912年（大正元年）9月 - 大洪水のため校舎床上浸水により休校。
- 1918年（大正7年）4月1日 - 米里村の発足により、米里村立三徳尋常小学校と改称。
- 1918年（大正7年）9月 - 大洪水のため校舎床上浸水により休校。
- 1926年（大正15年）4月 - 高等科を併置、三徳尋常高等小学校と改称。
- 1936年（昭和11年）2月 - 大風雪により、体育館大傾斜する。
- 1941年（昭和16年） - 米里国民学校となる。
- 1943年（昭和18年）4月1日 - 鳥取大震災により南校舎全壊、北校舎講堂傾斜、児童2名下敷きとなり1名重傷。
- 1947年（昭和22年） - 米里村立米里小学校と改称。
- 1952年（昭和27年）3月7日 - 2階建新校舎新築。
- 1955年（昭和30年）7月20日 - 米里村が鳥取市と合併、鳥取市立米里小学校と改称。
- 1980年（昭和55年）3月25日 - 3階建鉄筋校舎新築（南校舎）。
- 1987年（昭和62年）4月25日 - 校庭拡張。
- 1988年（昭和63年）3月10日 - 校舎増改築工事完了。
- 2021年（令和3年）2月26日 - 児童の新型コロナ感染により、臨時休校。

## 通学区域
- 雲山（西日本旅客鉄道因美線以西）、越路、古郡家、中大路、西大路、東大路、久末、美和

## 進学先中学校
- 鳥取市立桜ヶ丘中学校

## 交通アクセス
- JR山陰本線 鳥取駅より、
  - 鳥取駅バスターミナル:日本交通津ノ井倉田循環線（路線番号：66・76）「米里小学校前」バス停下車。